# کرک‌وال
کرک‌وال (به انگلیسی: Kirkwall) یک شهرک در اسکاتلند است که در اورکنی واقع شده‌است. کرک‌وال ۹٬۲۹۳ نفر جمعیت دارد.